# Schangnau
Schangnau é uma comuna da Suíça, no Cantão Berna, com cerca de 954 habitantes. Estende-se por uma área de 36,5 km², de densidade populacional de 26 hab/km². Confina com as seguintes comunas: Eggiwil, Eriz, Flühli (LU), Habkern, Marbach (LU), Röthenbach im Emmental.
A língua oficial nesta comuna é o alemão.